# Cleidopus gloriamaris
Genre
Espèce
Le Poisson pomme de pin ou Poisson ananas (Cleidopus gloriamaris) est un poisson nocturne qui vit sur les côtes australiennes. C'est la seule espèce du genre Cleidopus (monotypique).

## Description
Ce poisson mesure jusqu'à 22 cm de long. Il possède des organes sur le côté de la bouche qui contiennent des bactéries luminescentes. Il peut, à volonté, faire apparaître un signal lumineux. On pense que cela pourrait lui servir à communiquer et/ou à attirer des proies.
Le jour il est à l'abri dans de petites grottes et la nuit il chasse et dévore des petites crevettes.